# Катастрофа L-188 в Бостоне
Катастрофа L-188 в Бостоне — крупная авиационная катастрофа, произошедшая вечером во вторник 4 октября 1960 года в черте Бостона (штат Массачусетс). Турбовинтовой авиалайнер Lockheed L-188A Electra американской авиакомпании Eastern Air Lines (EAL) выполнял пассажирский рейс из Бостона в Филадельфию, но менее чем через полминуты с момента взлёта вдруг упал в Бостонскую бухту, при этом погибли 62 человека. Причиной катастрофы было названо столкновение со стаей скворцов, в результате чего произошёл отказ нескольких двигателей, приведший к асимметрии мощности, а также потерям скорости и подъёмной силы.
На момент событий это была крупнейшая авиационная катастрофа, произошедшая в результате столкновения с птицами (на 2025 год — вторая, после катастрофы в Муане).

## Самолёт
Lockheed L-188A Electra с регистрационным номером N5533 (заводской — 1062) поступил в авиакомпанию Eastern Air Lines 8 июня 1958 года. Его общая наработка составляла 3526 часов 29 минут. Каждая из его четырёх силовых установок состояла из турбовинтового двигателя Allison 501-D13, оснащённого воздушным винтом модели A644IFN-606 производства Aeroproduct. Общая наработка первого двигателя (крайний левый) составляла 2515 часов 54 минуты, второго (внутренний левый) — 2707 часов 46 минут, третьего (внутренний правый) — 2783 часа 6 минут, а четвёртого (крайний правый) — 3144 часа 4 минуты.

## Экипаж
Лётный экипаж (в кабине) состоял из двух пилотов и бортинженера:
- Командир воздушного судна — 59-летний Кёртис В. Фиттс (англ. Curtis W. Fitts). В авиакомпании EAL с 13 декабря 1934 года, имел действующую квалификацию пилота самолётов Martin 2-0-2, 4-0-4, Convair 240, -340, -440, Douglas DC-4, DC-6, DC-7, Lockheed Constellation и Lockheed L-188 Electra. Его общий лётный стаж составлял 23 195 часов, в том числе 1053 часа на Lockheed L-188.
- Второй пилот —  Мартин Дж. Каллоуей (англ. Martin J. Calloway). В авиакомпании EAL с 5 октября 1953 года, имел действующую квалификацию пилота самолётов Martin 2-0-2, 4-0-4, Convair 240, -340, -440. Его общий лётный стаж составлял 5820 часов, в том числе 201 час на Lockheed L-188.
- Бортинженер — Малькольм М. Холл (англ. Malcolm M. Hall). В авиакомпании EAL с 7 декабря 1953 года, имел действующие квалификации техников по обслуживанию планера и двигателей. Общий лётный стаж составлял 7796 часов, в том числе 369 часов на Lockheed L-188.

В салоне работали две стюардессы:
- Джоан Берри (англ. Joan Berry)
- Патрисия Дэвис (англ. Patricia Davies)

## Катастрофа
Борт N5533 прибыл в Бостон в 15:33 рейсом EA-444 из Нью-Йорка. Этот рейс был выполнен без отклонений, после чего экипаж начал готовиться к выполнению рейса EA-375 по маршруту Бостон — Филадельфия — Шарлотт — Гринвилл — Атланта. В соответствии с поданным планом, полёт до Филадельфии должен был проходить по воздушным коридорам «Victor 3» и «Victor 147»; эшелон полёта был определён как 10 000 футов (3000 м). Всего на борту находились 67 пассажиров, 5 членов экипажа, а общий вес топлива в баках составлял 24 900 фунтов (11 300 кг). Общий вес авиалайнера был определён как 97 987 фунтов (44 446 кг), что было в пределах допустимого. Погодные условия в это время были хорошими: переменная облачность высотой 6000 футов (1800 м) и 12 000 футов (3700 м), ветер юго-восточный 11 узлов, видимость до 15 миль.
В 17:34 рейс 375 занял позицию у начала полосы, при этом диспетчер дал указания по выполнению взлёта — пройти пересечение Натик на высоте 3000 футов (910 м) и сохранять курс взлёта на протяжении пары минут. Также экипаж из фактических погодных условий и веса самолёта определил скорости V1 (принятия решения), VR (подъёма передней стойки) и V2 (отрыва от земли) как 104, 116 и 121 узел соответственно. Самолёт вырулил на полосу 9 аэропорта Логан и в 17:39 начал разбег для взлёта. Согласно показаниям очевидцев, рейс 375 выполнил нормальный разбег протяжённостью около 2500 футов (760 м), оторвался от полосы, после чего, поднявшись на высоту от 30 футов (9,1 м) до 40 футов (12 м), убрал шасси, а затем продолжил подъём.
Однако едва лайнер продолжил подъём, как вдруг у двигателя № 1 (крайний левый) появилось облачко серого дыма, а другие свидетели описывали огненный шар у двигателя № 2 (внутренний левый). Машина сперва метнулась влево, после чего вернулась на прежний курс 030°, при этом скорость была уже небольшой. Поднявшись на высоту от 100 футов (30 м) до 200 футов (61 м), «Электра» начала входить в левый крен, который быстро дошёл до прямого угла 90°. Два свидетеля с интервалом в одну секунду успели сфотографировать самолёт. На этих снимках борт N5533 находился на высоте примерно 121 фут (37 м) и курсом 030°, при этом у него быстро увеличивался левый крен (на фото он составлял 8,5° и 14°), а также поднимался нос (9° и 14°). Затем нос быстро опустился вниз, после чего вращающийся против часовой стрелки авиалайнер практически вертикально врезался в воду на расстоянии 7000 футов (2100 м) от начала взлёта и в 2000 футов (610 м) левее продолжения осевой линии полосы 9.
Катастрофа произошла в 17:40, спустя 47½ секунд от момента начала взлёта. Так как место падения было на удалении 600 футов (180 м) от берега, то к нему устремились лодки, чтобы помочь спасти выживших. Однако спасены были только девять пассажиров и обе стюардессы. Позже один из пассажиров умер от полученных травм. Таким образом всего в катастрофе погибли 62 человека: 59 пассажиров и все 3 члена лётного экипажа.

## Расследование

### Изучение взлётно-посадочной полосы

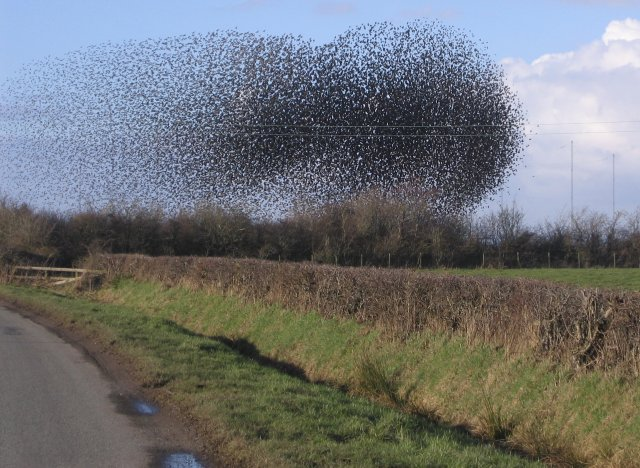
Стая скворцов

По имеющимся данным, вскоре после происшествия на полосе 9 на участке между пересечениями с рулёжной дорожкой 33 и взлётно-посадочной полосой 33 было обнаружено большое число птичьих останков. Изучение трупиков показало, что это были скворцы, а всего на покрытии полосы нашли останки 75 птиц. Также специалисты смогли определить, что все птицы погибли во второй половине 4 октября, то есть примерно тогда же, когда произошла катастрофа рейса 375.

### Изучение обломков

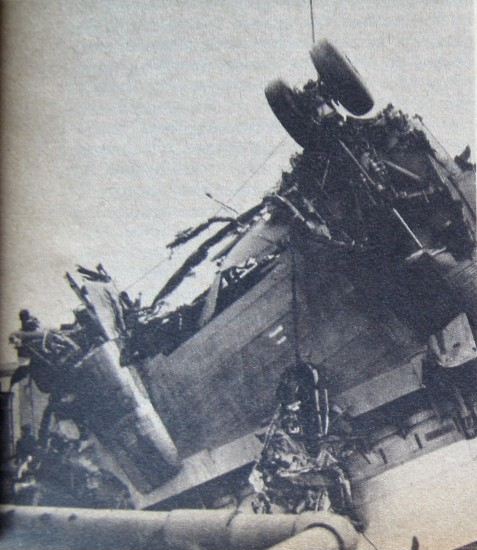
Извлечённый из воды фрагмент крыла

Уже в ночь происшествия береговая охрана США начала прочёсывать акваторию и дно на месте катастрофы, что позволило достаточно быстро поднять значительную часть лайнера. Хотя со слов очевидцев самолёт упал вертикально, но по изучению обломков было установлено, что падение всё же происходило с небольшим наклоном влево и первой о воду ударилась левая плоскость крыла, которая отделилась. Также при ударе отделилась и правая плоскость с обоими двигателями. Все четыре двигателя были подняты и изучены. Воздушный винт № 1 был зафлюгирован, а сам двигатель в момент удара не работал, причём его турбина и компрессор относительно уцелели. Остальные три двигателя в момент удара о воду работали, а лопасти их воздушных винтов были установлены в нормальное рабочее положение. Никаких признаков перегрева двигателей обнаружено не было, как и признаков механического отказа. Как показали проверки, за исключением силовых установок, все остальные системы самолёта, включая приборы в кабине, а также плоскости управления, до момента удара о воду работали нормально.
При дальнейшем изучении конструкции авиалайнера следователи нашли наконец важные улики — в гондоле воздухозаборника, через который поступал воздух для охлаждения генераторов с маслоохладителями первого и четвёртого двигателей (крайние), были найдены несколько перьев. Ещё одно перо нашли в воздушном канале системы охлаждения генератора третьего двигателя (правый внутренний). Также в газовых трактах двигателей № 1, 2 и 4 удалось найти органические остатки, которые были идентифицированы как части птиц. Изучение отдельных найденных пёрышек подтвердило, что они относились к скворцам — тем же птицам, чьи трупы нашли на полосе. В двигателе № 3 частей птиц обнаружено не было.

### Испытания двигателей
Согласно показаниям очевидцев, при взлёте на небольшой высоте из двигателей появились дым и пламя. Далее на взлётно-посадочной полосе было обнаружено большое число мёртвых птиц, а отдельные части птиц нашли и в двигателях. Это свидетельствовало о попадании в двигатели птиц, но требовалось ещё определить, как сильно это повлияло на работу турбовинтовых двигателей. Тогда были проведены испытания двигателей Allison 501-D13, то есть той же модели, что и на разбившемся самолёте, на столкновения с живыми скворцами. По результатам испытаний были сделаны следующие выводы:
1. Модель Allison 501-D13 показала высокую прочность конструкции, которая не разрушалась при попадании внутрь скворцов.
2. При номинальном или взлётном режиме работы двигателя в случае попадания внутрь отдельной птицы происходило небольшое падение тяги, при этом сохранялось до 90 % мощности.
3. При попадании внутрь сразу двух скворцов, мощность на валу при номинальном режиме в итоге падала на 15 %, а при взлётном — на 10 %. Даже при первоначальном кратковременном падении тяги двигатели выдавали не менее 50 % мощности.
4. Попадание внутрь сразу четырёх скворцов при взлётном режиме приводило на секунду—три к падению мощности на 50 % и более, после чего мощность стабилизировалась на уровне 85 %.
5. Шесть скворцов при попадании в двигатель приводили к тому, что после восстановления двигатель терял до 23 % мощности. При этом в течение первых четырёх секунд мощность падала более, чем на 50 %, а в одном из случаев даже произошёл отказ двигателя. Ещё при одном тесте мощность менее 50 % сохранялась на протяжении 7 секунд, что при нормальной эксплуатации привело бы к срабатыванию системы аварийной остановки двигателя.
6. Сразу восемь скворцов при попадании внутрь двигателя приводят к срабатыванию системы автоматического флюгирования. В двух тестах двигатель не удалось запустить повторно, а ещё в одном тесте после повторного запуска в двигателе начала быстро расти температура, из-за чего двигатель пришлось остановить.
7. Попадание в двигатель восьми скворцов, но группами по четыре птицы, привело к усложнению повторного запуска, при этом в одном тесте температура в двигателе начала быстро расти, а во втором тесте двигатель начал работать и выдавать не менее 50 % мощности только спустя 10 секунд. В обоих случаях сработала система автоматического флюгирования.

### Анализ данных

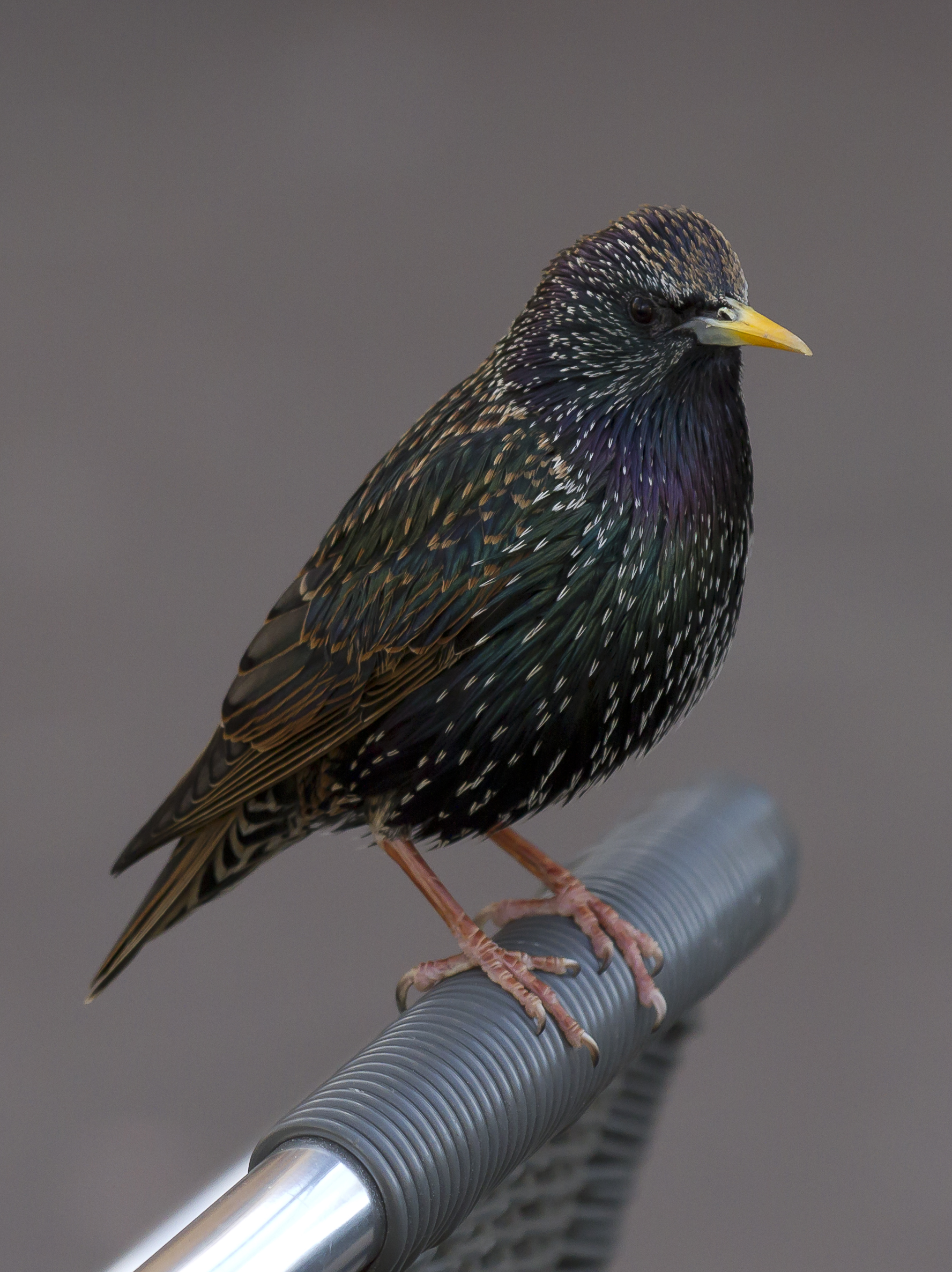
Обыкновенный скворец

Согласно имеющимся свидетельским показаниям, на аэродроме кормилась стая птиц, которую вспугнул взлетающий самолёт, после чего некоторые птицы попали внутрь трёх из четырёх двигателей. Первым под удар попал первый двигатель (крайний левый), который «проглотил» не менее четырёх скворцов, в результате чего произошёл срыв пламени или падение тяги менее 500 фунтов (230 кг), приведший к срабатыванию системы автофлюгирования воздушного винта № 1. Ещё больше птиц, примерно шесть, попало во второй двигатель, в результате произошло резкое падение тяги и в нём, но экипаж, возможно, сразу попытался перезапустить этот двигатель, результатом чего и стало пламя позади двигателя, которое видели очевидцы. По данным тестов, спустя пять—шесть секунд двигатель должен был выйти на режим, но мощность при этом упала вдвое от номинальной. В четвёртый двигатель, вероятно, попало совсем немного птиц, раз очевидцы не заметили в его работе ничего особенного, а потому падение мощности было относительно небольшим.
В ходе расследования была выдвинута версия, что раз птицы попали в двигатели № 1, 2 и 4, то они могли попасть и в оставшийся № 3. Причиной отсутствия птичьих останков в этом двигателе можно было объяснить тем, что их могли съесть морские обитатели, так как двигатели были извлечены из воды спустя четыре часа. Однако против этой версии указывал тот факт, что № 3 как раз был первым поднятым со дна двигателем, а в остальных трёх, которые пролежали в воде несколько дольше, птичьи останки сохранились. На основании этого был сделан вывод, что данный двигатель работал нормально вплоть до столкновения с водой.
С учётом, что на левой стороне двигатели либо остановились, либо произошло значительное падение мощности, тогда как оба правых двигателя продолжали развивать взлётную мощность или близкую к ней, то это вызвало значительный дисбаланс тяги, результатом чего стал разворачивающий момент влево. Электро- и гидросистемы в этот момент работали нормально, так как получали питание от нормально работающей силовой установки № 3. В пользу этого свидетельствовало и то, что сработало флюгирование воздушного винта № 1, то есть гидросистема управлением шагом воздушного винта функционировала. Несмотря на возможный отказ трёх генераторов, включилась аварийная схема питания от одного генератора, а значит, находящиеся в кабине приборы продолжали работать нормально, как и системы управления.
Была проведена серия испытаний по определению лётных характеристик самолёта Lockheed L-188 при отказе или потере мощности сразу на нескольких двигателях. В числе прочих проводились исследования по максимальному допустимому крену в условиях отказа одного и двух двигателей на одной стороне без потери управления, а также максимальная асимметрия тяги, при которой было возможно продолжать полёт на небольшой скорости. Также были проведены испытания в условиях, когда первый двигатель был зафлюгирован, а второй находился в режиме авторотации. По результатам второго типа испытаний были сделаны выводы, что управление самолётом в этом случае сохраняется, если только суммарная мощность двигателей на правой стороне крыла не превышает максимальную мощность одного двигателя, которая составляет 3800 лошадиных сил (2800 кВт). В случае с рейсом 375, когда первый двигатель был зафлюгирован, на втором было значительное падение мощности, на четвёртом также падение мощности, но уже существенно меньше, а третий двигатель продолжал работать на взлётном режиме, самолёт фактически был уже неуправляемым.
Проведённые более тщательные испытания показали, что сказанное выше верно, только если аэродинамическое сопротивление относительно небольшое. Но в случае с бортом N5533 закрылки были ещё выпущены во взлётное положение, из-за чего сопротивление было достаточно велико. Однако высокое аэродинамическое сопротивление при малой мощности двигателей привело к другой опасности — потери полётной скорости. При изучении фотографий, сделанных очевидцами, было определено, что на первой скорость самолёта составляла 118 узлов, а на второй 103 узла, то есть за секунду скорость упала на 15 узлов и продолжала снижаться. Для запечатлённой на фото конфигурации крыла и с учётом веса самолёта минимальная скорость полёта была определена как 108 узлов, то есть фактически уже на втором фото скорость лайнера была ниже скорости сваливания. Из-за дисбаланса тяги фюзеляж несколько повернуло влево и он словно экран закрыл собой часть левой плоскости крыла, что ещё больше уменьшило поток воздуха на плоскости, то есть усилило срыв потока. Проведённые в ходе расследования тесты показали, что борт N5533 в этот момент вышел из-под контроля экипажа.
Теперь требовалось определить запас времени у экипажа на исправление ситуации. От момента начала взлёта и до момента катастрофы прошло сорок семь с половиной секунд, из них секунд двадцать выполнялся разбег по полосе до скорости V2. Итого в воздухе авиалайнер находился двадцать семь с половиной секунд. Столкновение с птицами произошло спустя шесть секунд от момента отрыва на скорости около 133 узла (для прироста скорости 2 узла/сек). Примерно секунду тушки птиц проникали в двигатели, после чего ещё шесть секунд ушло на то, чтобы двигатели, за исключением первого, смогли восстановить мощность. До катастрофы оставалось четырнадцать с половиной секунд, но из них можно откинуть последние три секунды неконтролируемого падения. Итого у экипажа оставалось всего одиннадцать — двенадцать секунд на то, чтобы исправить возникшую аварийную ситуацию.
С рейсом 375 сложилась уникальная, и в то же время опасная ситуация. Все двигатели работали на взлётном режиме, когда спустя семь секунд от момента отрыва от земли три из четырёх двигателей «заглотили» несколько птиц. При этом на первом двигателе произошло флюгирование воздушного винта, то есть полная потеря мощности, что отдельно само по себе не опасно и предусмотрено конструкцией самолёта. Но одновременно во втором двигателе случился срыв пламени со значительным падением мощности, а на четвёртом произошло лишь небольшое падение мощности, причём его мощность восстановилась куда быстрее, чем был выполнен перезапуск второго двигателя. Возник сильный дисбаланс тяги, который развернул машину влево, при этом также произошло сильное падение скорости полёта, а перезапущенный второй двигатель уже не успел это исправить. Лайнер быстро потерял поступательную скорость, после чего, перейдя в сваливание, накренился влево и опустил нос, после чего помчался вниз. Высота в этот момент составляла не более 150 футов (46 м), что для самолётов типа «Локхид Электра» недостаточно для набора необходимой скорости и выхода из пикирования.
Возможно, что при столкновении со стаей птиц был повреждён фонарь кабины. Хотя подтверждения этой версии при изучении обломков обнаружить не удалось из-за разрушения остекления кабины, но она достаточно вероятна. Врезаясь в остекление, птицы могли запачкать стёкла, тем самым ухудшив обзор пилотам, а также могли забить приёмники воздушного давления, что привело бы к искажению показаний скорости. В сочетании с сильным шумом, который возник при ударах птиц о самолёт, всё это могло привести к временной дезориентации экипажа, что ухудшило бы и без того аварийную ситуацию.
При изучении аспектов безопасности было отмечено, что большому числу жертв способствовало то, что многие ремни безопасности лопнули при столкновении авиалайнера с водной поверхностью.

### Причины катастрофы
Причиной катастрофы, по мнению следственной комиссии, послужила уникальная ситуация, когда во время взлёта самолёт столкнулся со стаей птиц, при этом несколько птиц попали внутрь двигателей, приведя к их отказу, либо потере мощности. Это привело к тому, что произошла потеря скорости, а затем переход в сваливание с потерей управления.

## Последствия
Авиационные происшествия из-за столкновений самолётов с птицами случались и раньше, в том числе о них сообщал ещё Орвилл Райт в 1905 году, а первой жертвой такого фактора стал Кэл Роджерс, когда в 1912 году при полёте в районе Лонг-Бич (штат Калифорния) чайка попала в тросы управления и застряла в них, после чего самолёт Роджерса упал на землю и разбился. Также можно вспомнить произошедшую 10 декабря 1969 года катастрофу Ил-14 под Махачкалой (17 погибших), когда вероятной причиной было названо столкновение со стаей гусей или цапель, которые пробили фонарь кабины, выведя из строя пилотов, после чего лайнер упал в Каспийское море. Всё это, как правило, были столкновения относительно небольших самолётов с крупными птицами, но в случае с Бостоном ситуация была диаметрально противоположная — крупный авиалайнер с мощными двигателями столкнулся с небольшими птичками, которые могли просто отлететь от лопастей, не причинив вреда. Однако вместо этого сразу в трёх двигателях произошёл отказ или сбой в работе, после чего самолёт рухнул в воду.
Самолёт Lockheed L-188 Electra начал выполнять пассажирские полёты с января 1959, но и двух лет не прошло, а уже случились четыре крупных катастрофы, включая бостонскую. Причём если в первой (Нью-Йорк) виноват оказался экипаж, который не следил за высотой и врезался в реку, то во второй и третьей (близ Баффало и Каннелтона соответственно) самолёт сам по себе разрушался в воздухе. А в четвёртой (Бостон) катастрофе авиалайнер и вовсе погубили какие-то скворцы. Всё это очень сильно испортило репутацию «Электры». В результате уже в начале 1961 года выпуск этих самолётов был прекращён.
В обществе сложилось мнение о L-188 как о неудачном самолёте, но во многом свою роль здесь сыграло то обстоятельство, что это был один из первенцев турбовинтовой авиации. Ведь начиная с самолётов братьев Райт в авиации применялись поршневые двигатели, которые были достаточно надёжны и относительно неприхотливы ко многим факторам. Но появившиеся на рубеже 1950-х — 1960-х годов газотурбинные двигатели (турбовинтовые и турбореактивные) были уже совсем другого уровня. По сравнению с поршневыми, турбинные двигатели имели более высокую частоту вращения и выдавали бо́льшую удельную мощность, что делало их более привлекательными для применения на самолётах. Однако новый вид двигателя принёс в авиацию и новые опасности. Высокие частоты вращения приводили к существенному усилению флаттера воздушных винтов, что усиливало колебания двигателей и могло привести к разрушению крыла. А газовоздушный тракт теперь был открыт, из-за чего в него могли попасть посторонние объекты, например, как в данном случае, тушки птиц, из-за которых мог произойти срыв пламени, приведя к остановке двигателя. Этим «болели» не только самолёты L-188, но и, например, Vickers Viscount, у которого можно отметить катастрофу, произошедшую 18 января 1960 года в Чарльз-Сити (50 погибших), когда произошёл отказ всех двигателей из-за попадания в них льда. Из советских самолётов как пример можно привести Ил-18, у которого в первые годы были распространены пожары двигателей, например катастрофа 17 августа 1960 года близ Киева (34 погибших).
Все эти происшествия показали, какие опасности могут подстерегать газотурбинные двигатели и что даже стая небольших птиц способна привести к катастрофе большого авиалайнера. В результате были проведены повторные испытания турбовинтовых двигателей, по результатам которых были изменён ряд правил и внедрены новые положения, благодаря которым удалось повысить надёжность данных двигателей и снизить их уязвимость для различных факторов.

### Комментарии
1. ↑  Здесь и далее указано Североамериканское восточное летнее время (EDT)